# Só por Prazer
O livro Só por Prazer, Linux (Editora Campus, ISBN 85-352-0801-1) (do original em inglês Just for fun ISBN 85-352-0801-1) é uma auto-biografia do programador finlandês Linus Torvalds, escrita com ajuda de seu amigo David Diamond.

## Conteúdo
O livro conta a vida de Torvalds contada por ele mesmo, ao contrário de filmes sobre hackers que assaltam bancos e fazem luzes de prédios piscarem. Começou a ser incentivado pelo avô, matemático e estatístico da Universidade de Helsinque, a fazer cálculo em uma simples calculadora eletrônica. Em 1981 ganhou de seu avô um Commodore VIC-20 e começou a programá-lo em BASIC, fazendo uma calculadora mais rápida que a calculadora eletrônica do seu avô.
Passou por computadores como o Commodore 64 e o Amiga. Em 1987 comprou um Sinclair QL, e no fim dos anos 80 tomou contato com os computadores IBM/PC. Em 1991 comprou um 80386, já programava em Assembly, e se divertiu com a linguagem Forth no Sinclair QL.
Com experiência em linguagem C e com a bagagem de vários computadores insuficientes, Linus, numa tentativa de desenvolver um sistema operacional Unix-like que rodava em processadores Intel 80386, alterando e adaptando o núcleo do Minix e com a ajuda do GCC da GNU, inicialmente, para sua utilidade pessoal, criou um emulador de terminal para acessar o computador da universidade de sua casa. Através da Usenet, com um e-mail para o newsgroup comp.os.minix pede algumas ajudas para seu projeto e logo coloca o código-fonte em um FTP público, recebendo bastante ajuda de vários programadores MINIX. Seguindo com seu projeto e começando a criticar os pontos fracos do Minix, começa discussões sobre melhorias para o Minix, ou melhor, para o projeto de Torvalds estava desenvolvendo, recebendo críticas de Andrew Tanenbaum (criador do Minix) com relação a divergências de núcleo monolítico ou modularizado.
Depois do lançamento da versão 1.0 do sistema operacional Linux, começou a participar de palestras e entrevistas sobre o sistema de código-aberto em que milhões de programadores participam voluntariamente.